# カミングズ (DD-44)
|          |                                                   |
| 艦歴     |                                                   |
| 発注     |                                                   |
| 起工     | 1912年5月21日                                     |
| 進水     | 1913年8月6日                                      |
| 就役     | 1913年9月19日（海軍） 1925年5月15日（沿岸警備隊） |
| 退役     | 1922年6月23日（海軍） 1932年4月30日（沿岸警備隊） |
| その後   | 1934年8月22日にスクラップとして売却               |
| 除籍     | 1934年7月5日                                      |
| 性能諸元 |                                                   |
| 排水量   | 1,020トン                                         |
| 全長     | 305 ft 3 in (93 m)                                |
| 全幅     | 31 ft 2 in (9.5 m)                                |
| 吃水     | 9 ft 3 in (2.8 m)                                 |
| 機関     |                                                   |
| 最大速   | 29ノット (54 km/h)                                |
| 乗員     | 士官、兵員98名                                    |
| 兵装     | 4インチ砲3門 18インチ魚雷発射管8門                |

カミングズ (USS Cummings, DD-44) は、アメリカ海軍の駆逐艦。カッシン級駆逐艦の一隻。艦名はアンドリュー・ボイド・カミングズにちなむ。

## 艦歴
カミングズは1912年5月21日にメイン州バスのバス鉄工所で起工した。1913年8月6日にH・ビーツ・ジュニア夫人（カミングズ少佐の姪）によって命名、進水し、1913年9月19日に艦長A・クレンショー少佐の指揮下就役した。
1913年11月にボストンを出航し、カミングズは大西洋岸およびカリブ海で翌年6月まで巡航した。ニューポートを拠点として中立パトロールに参加し、アメリカ合衆国が第一次世界大戦に参戦するまで沿岸での哨戒を行った。
1917年5月12日にニューヨーク海軍工廠に到着し、海外任務のための改修が行われたカミングズは5月15日に出航、5月26日にアイルランドのクイーンズタウンに到着した。アメリカ海軍ヨーロッパ派遣部隊の下、海峡横断の船団護衛任務に従事し、またアイルランド南方で対潜哨戒任務に従事、14回の敵との接触を記録した。戦後もフランス沖で護衛任務を継続し、ブレストで開催されるヴェルサイユ会議に向かうウッドロウ・ウィルソン大統領を乗せた輸送船ジョージ・ワシントン (SS George Washington) を護衛した。
カミングズは1918年12月16日にフランスを離れ、1919年2月6日から4月9日までグアンタナモ湾で艦隊演習および砲術訓練を行った。7月および8月はニューポート沖で活動し、1919年8月から1921年3月までフィラデルフィアで予備役に置かれる。その後東海岸沖で艦隊作戦活動に復帰し、1922年6月23日に再びフィラデルフィアで退役する。
1924年6月6日に沿岸警備隊での任務のため財務省に移管され、カミングズはラム・パトロールの1隻として任務に就いた。コネチカット州ニューロンドンを拠点として活動し、1931年にはその拠点をニューヨーク州ステープルトン (en) に移動した。
カミングズは1932年5月23日に海軍へ返却され、1934年8月22日にロンドン海軍軍縮条約に従ってスクラップとして売却された。